# Britta Mondorf
Britta Mondorf (* 27. Februar 1963) ist eine deutsche Anglistin.

## Leben
Sie erwarb das Diplom in Englisch, Spanisch und Agrarökonomie an der Universität Gießen, die Promotion in englischer Sprachwissenschaft an der Universität Düsseldorf (1997) und die Habilitation in englischer Sprachwissenschaft an der Universität Paderborn (2005). Seit 2008 hat sie den Lehrstuhl für Englische Sprachwissenschaft an der Universität Mainz inne.
Ihre Forschungsschwerpunkte sind Reflexivität und (De-)Transitivierungsstrategien, die Rolle der Sprachverarbeitung bei der grammatikalischen Variation und Veränderung, britisch-amerikanische Kontraste in Syntax und Morphologie, funktionelle Motivation synthetisch-analytischer Kontraste und Geschlechtsunterschiede.

## Schriften (Auswahl)
- als Herausgeberin mit Günter Rohdenburg: Determinants of grammatical variation in English. Berlin 2003, ISBN 3-11-017647-5.
- Gender differences in English syntax. Tübingen 2004, ISBN 3-484-30491-X.
- Gender-Forschung in der Linguistik. Unerträgliches und Ertragreiches. Paderborn 2005, OCLC 181490025.
- More support for more-support. The role of processing constraints on the choice between synthetic and analytic comparative forms. Amsterdam 2009, ISBN 90-272-3484-1.